# دينيسي هنريكس
دينيسي هنريكس (بالألمانية: Denise Hinrichs)‏ (و. 1987  م) هي منافسة ألعاب القوى ألمانية، ولدت في روستوك، شاركت في الألعاب الأولمبية الصيفية 2008.

## روابط خارجية
- دينيسي هنريكس على موقع الاتحاد الدولي لألعاب القوى (الإنجليزية)
- دينيسي هنريكس على موقع الاتحاد الأوروبي لألعاب القوى (الإنجليزية)
- دينيسي هنريكس على موقع الدوري الماسي (الإنجليزية)
- دينيسي هنريكس على موقع اللجنة الأولمبية الدولية (الإنجليزية)
- دينيسي هنريكس على موقع أوليمبيديا (الإنجليزية)